# Jiezhi
Jiezhi (kinesiska: 界址) är en köping i sydöstra Kina. Den ligger i Nanxiong i staden Shaoguan i provinsen Guangdong, omkring 280 kilometer nordost om provinshuvudstaden Guangzhou. Antalet invånare är 8 219. Befolkningen består av 4 126 kvinnor och 4 093 män. Barn under 15 år utgör 31 %, vuxna 15-64 år 57 %, och äldre över 65 år 11,0 %.